# Ninfas e sátiro
Ninfas e sátiro (em francês: Nymphes et Satires) é uma pintura a óleo criada pelo pintor William-Adolphe Bouguereau em 1873. Foi exposta nesse mesmo ano em Paris, um ano antes dos impressionistas montarem sua primeira exposição num estilo radicalmente distinto ao de Bouguereau, um dos artistas mais importantes do realismo burguês e do academicismo de Salão parisiano.

## Descrição
Perto de uma lagoa sombria e isolada, um grupo de ninfas foi capturado por um sátiro que, supostamente, as espiava. Três delas tentam levá-lo para dentro do lago, enquanto que uma faz sinais a outras para unirem-se à diversão.
Bouguereau é considerado o artista arquétipo da lascívia do século XIX, ainda que do ponto de vista erótico não seja o mais interessante dos pintores de Salão parisiano. O que vemos nele é uma continuação do barroco sem a franqueza ou o desejo de um Rubens. Ninfas e sátiro é uma amostra de seu estilo, no qual o manejo das formas tira energia ao que mostra. Em Bouguereau, como em Greuze, há uma perturbadora combinação de malícia e inocência.
Sterling Clark descobriu o quadro no final do século XIX no bar do Hotel Hoffman House, em Nova Iorque, e o restaurou quando já estava armazenado no local nos anos 1930; finalmente o comprou em 1943. Atualmente está em exibição no Instituto de Arte Clark, Williamstown, Massachusetts.